# 欧尔河畔沃
歐爾河畔沃（法語：Vaux-sur-Aure，法語發音：[vo syʁ ɔʁ] ⓘ）是法国卡尔瓦多斯省的一个市镇，属于巴约区。

## 地理
欧尔河畔沃（49°18'9"N, 0°42'8"W）面积7.6 平方千米，位于法国诺曼底大区卡爾瓦多斯省，该省份为法国西北部沿海省份，北濒大西洋英吉利海峡，东北与滨海塞纳省以海上边界相接，东临厄尔省，南至奧恩省，西与芒什省接壤。
与欧尔河畔沃接壤的市镇（或旧市镇、城区）包括：巴约、科姆、滨海隆格、迈松、大圣维戈尔、叙利、沃塞勒。

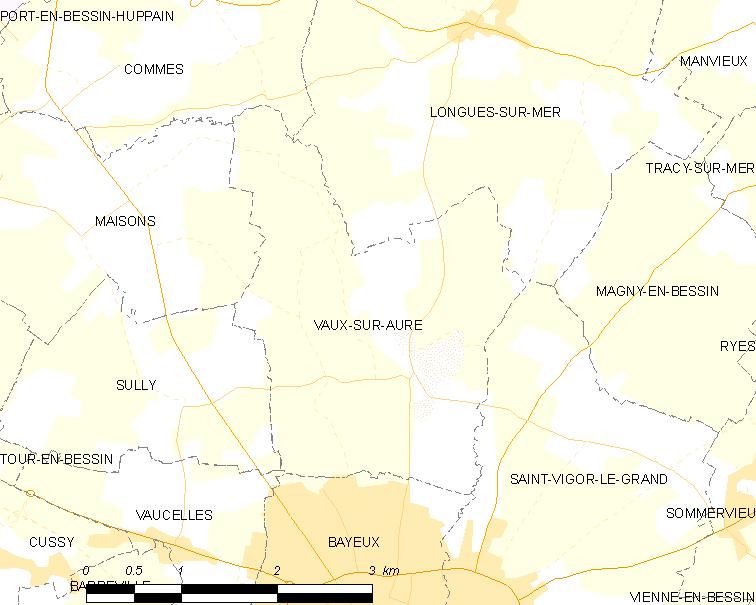
欧尔河畔沃的OSM定位图

欧尔河畔沃的时区为UTC+01:00、UTC+02:00（夏令时）。

## 行政
欧尔河畔沃的邮政编码为14400，INSEE市镇编码为14732。

## 政治
欧尔河畔沃所属的省级选区为巴约县。

## 人口

1962-2008年间欧尔河畔沃人口变化图示

欧尔河畔沃于2022年1月1日时的人口数量为284人。